# دونی جورج
دونی جورج (دوني جورج؛ ۲۳ اکتبر ۱۹۵۰ – ۱۱ مارس ۲۰۱۱) یک انسان شناس اهل عراق بود. وی بین سال‌های ۱۹۷۶ تا ۲۰۱۱ میلادی فعالیت می‌کرد.